# Mișcarea Națională
Mișcarea Națională (în poloneză Ruch Narodowy) este un partid politic polonez fondat la 11 noiembrie 2012 (ca un acord al organizațiilor naționale), cu caracter naționalist, conservator, național-catolic și eurosceptic. 10 decembrie 2014 înființat ca partid politic, care a fost înregistrat la 11 februarie 2015. La 16 ianuarie 2017 radiat din registru, 28 februarie 2018 reînregistrat. Din 2019, este membru al partidului federativ Confederația Libertății și Independenței. Actualul lider de partid este Krzysztof Bosak.
Este un partid național-conservator în teme culturale și susține economie de piață liberă cu protecționism moderat.